# تيدي هودسون
تيدي هودسون (بالإنجليزية: Teddy Hodgson)‏ هو لاعب كرة قدم بريطاني (وحمل سابقاً جنسية المملكة المتحدة لبريطانيا العظمى وأيرلندا) في مركز مهاجم داخلي، ولد في 1885 في المملكة المتحدة، وتوفي في 4 أغسطس 1919 في المملكة المتحدة. لعب مع نادي بيرنلي.